# Serginho Chulapa
Sérgio Bernardino, aussi connu sous le nom de Serginho ou Serginho Chulapa (né le 23 décembre 1953 à São Paulo au Brésil) est un ancien joueur international de football brésilien, qui évoluait en tant qu'attaquant.

## Biographie

### Club
Il commence sa carrière en 1974. Il a évolué dans de nombreux clubs brésiliens tels que Marília, São Paulo Futebol Clube, Santos, Corinthians, Atlético Sorocaba, Portuguesa Santista et São Caetano, puis au Portugal à Marítimo et en Turquie à Malatyaspor (1988-1989). 

### Internationale
Avec l'équipe brésilienne, il joue en tout 20 matchs entre mai 1979 et juillet 1982, et participe à la coupe du monde de football 1982, où il joue les 5 matchs du pays et inscrit 2 buts.

### Entraîneur
Après sa retraite, il devient entraîneur et journaliste. Il a entraîné Santos FC en 2001.